# زينوفون كاسداجليس
زينوفون كاسداجليس (بالإنجليزية: Xenophon Kasdaglis)‏ مواليد 27 فبراير 1880 في الإسكندرية - الوفاة 2 مايو 1943 في مانشستر، بريطانيا العظمى، كان لاعب كرة مضرب مصري / يوناني. شارك في دورة الألعاب الأولمبية سنة 1906 وحقق ميداليتين إحداهما فضية والأخرى برونزية.

## الميداليات
| الميدالية | المسابقة                       |
| --------- | ------------------------------ |
| فضية      | الألعاب الأولمبية الصيفية 1906 |
| برونزية   | الألعاب الأولمبية الصيفية 1906 |

## روابط خارجية
- زينوفون كاسداجليس على موقع الاتحاد الدولي لكرة المضرب (الإنجليزية)
- زينوفون كاسداجليس على موقع أوليمبيديا (الإنجليزية)